# Araeoncus etinde
Araeoncus etinde là một loài nhện trong họ Linyphiidae.
Loài này thuộc chi Araeoncus. Araeoncus etinde được Robert Bosmans & Rudy Jocqué miêu tả năm 1983.